# Jour de courage
Jour de courage est un roman de Brigitte Giraud publié en août 2019 aux éditions Flammarion.

## Résumé
Un élève de classe terminale de lycée fait un exposé en cours d'histoire sur les autodafés de l'époque moderne.
Livio, 17 ans, a saisi la proposition d'exposé par la professeure d'histoire, Mme Martel, en référence aux autodafés de 1933 en Allemagne, en fin de séquence sur la montée du nazisme.
Il s'intéresse plus à la lecture qu'aux matchs de football.
La première partie du roman (Magnus Hirschfeld) se déroule dans le huis clos de la salle de classe, presque en temps réel, Livio au tableau et une trentaine d'élèves écoutant, réagissant, questionnant. L'exposé déborde parfois ce que sait Camille des recherches de Livio. La professeure maîtrise globalement.
La seconde et dernière partie, plus courte, Les jours d'après, porte sur les conséquences pour Livio, son amie Camille. Les parents envisagent de porter plainte. Livio disparaît : on n'a jamais retrouvé sa trace.
L'action se déroule dans un lycée de l'agglomération lyonnaise (Caluire, Jean Moulin, Klaus Barbie, Centre d'histoire de la résistance et de la déportation (CHRD), Monseigneur Barbarin, etc), dont certains élèves ont pu faire un voyage de classe à Berlin. Mais cela pourrait se dérouler n'importe où en France, en 2019 (vu l'évocation du président brésilien Jair Bolsonaro).

## Contexte historique (Allemagne, 1920-1930)
Les seules indications que Livio donne (à mémoriser) au tableau, lors de sa présentation, sont :
- Magnus Hirschfeld
- paragraphe 175
- La justice grâce à la connaissance
- la théorie du Troisième Sexe
- Différent des autres
- l'esprit non allemand
- Là où l'on brûle des livres, on finit par brûler des hommes (citation de Heinrich Heine, dans Almansor, tragédie de 1823)
- exil
- pillage de l'Institut le 6 mai 1933

Magnus Hirschfeld (1868-1935) est un médecin juif allemand, spécialisé dans l'étude scientifique de la sexualité humaine, fondateur de l'Institut de sexologie (1919-1933), institution ambulatoire, figure essentielle du premier mouvement homosexuel allemand (1870-1940).
L’Einstein du sexe a été un des premiers à lutter contre le paragraphe 175 du Code pénal allemand, pour la dépénalisation de l'homosexualité, à base de pétitions d'intellectuels (Thomas Mann, Rilke...). Il a développé la notion de troisième genre (ou transgenre), étudié les femmes-soldats allemandes de la Première Guerre Mondiale (disposant d'un permis de travestissement), réalisé pour Lili Elbe une des premières opérations de changement de sexe en 1930. Il a également co-écrit le scénario du film  Différent des autres réalisé en 1919 par Richard Oswald, un des premiers films à revendiquer les Droits LGBT dans le monde.
Ses positions et ses activités sont minoritaires, discutées, contestées. Il subit des pressions, des agressions. Il est poussé à l'exil, et meurt à Nice (France). L'Institut est pillé, et la riche bibliothèque est partiellement brûlée lors du premier autodafé nazi, préfiguration des grands autodafés sur la place Bebel à Berlin, le 10 mai 1933, dont témoigne aujourd'hui l'œuvre de l'artiste israélien Micha Ullman (en), la Bibliothèque engloutie (de), également évoquée dans l'exposé.

## Sociodrame et psychodrame aujourd'hui (France, 2019)
Les réactions à diverses parties de la présentation sont fortes, prévisibles, difficiles à gérer (dans l'urgence, et dans la durée), efficacement traitées par le narrateur.
Chacun comprend assez que cet exposé, historique, motivé, nécessaire, engagé, transgressif est une forme de coming out risqué sur l'orientation sexuelle et/ou l'identité de genre de l'orateur : 45 minutes de performance, triple quart d'heure de célébrité. Puis...

## Éditions
- Jour de courage, Paris, Flammarion, 2019, 160 p. (ISBN 978-2-0814-6977-8).

## Réception
Le public francophone apprécie les récits entrecroisés,.